# Dabor
Dabor je naselje v Občini Radenče v Okraju Špital ob Dravi  na Koroškem v Avstriji.